# Nectopsyche albida
Nectopsyche albida är en nattsländeart som först beskrevs av Walker 1852.  Nectopsyche albida ingår i släktet Nectopsyche och familjen långhornssländor. Inga underarter finns listade i Catalogue of Life.